# Nauru na Letnich Igrzyskach Olimpijskich 2004
Reprezentacja Nauru na Letnich Igrzyskach Olimpijskich 2004 – występ kadry sportowców reprezentujących Nauru na igrzyskach olimpijskich, które odbyły się w Atenach w Grecji, w dniach 13–29 sierpnia 2004 roku.
Reprezentacja liczyła troje zawodników (dwóch mężczyzn i jedną kobietę). Nauru miało swoich przedstawicieli w 1 spośród 28 rozgrywanych dyscyplin. Zawodnicy z tego kraju nie zdobyli żadnego medalu. Chorążym reprezentacji był sztangista Yukio Peter. Najmłodszym przedstawicielem tego państwa na Letnich Igrzyskach Olimpijskich 2004 był niespełna 18-letni sztangista Itte Detenamo, a najstarszą przedstawicielką była niespełna 23-letnia sztangistka Reanna Solomon. Wszyscy zawodnicy zadebiutowali na igrzyskach.
Był to trzeci start tej reprezentacji na igrzyskach olimpijskich. Najlepszym wynikiem, jaki osiągnęli reprezentanci tego kraju na Letnich Igrzyskach Olimpijskich 2004, była 8. pozycja, jaką Peter zajął w rywalizacji sztangistów w kategorii wagowej do 69 kilogramów.

## Tło startu
W 1996 roku reprezentacja Nauru po raz pierwszy wzięła udział w letnich igrzyskach olimpijskich. Przedtem sukcesy sportowców tego kraju odnotowywane były na igrzyskach Wspólnoty Narodów, czy igrzyskach Pacyfiku. Reprezentacja Nauru na tych igrzyskach liczyła troje zawodników, którzy startowali wyłącznie w podnoszeniu ciężarów.

## Podnoszenie ciężarów

### Zasady kwalifikacji
Nauru w podnoszeniu ciężarów reprezentowało troje zawodników (2 mężczyzn i 1 kobieta). Yukio Peter i Itte Detenamo awansowali przez eliminacje drużynowe, zaś Reanna Solomon otrzymała zaproszenie do udziału w igrzyskach.
Jednym z turniejów kwalifikacyjnych do Igrzysk Olimpijskich 2004 w Atenach, były rozgrywane tego samego roku mistrzostwa Oceanii i Południowego Pacyfiku. Za indywidualne wyczyny sztangistów przyznawano punkty, według których ustalono klasyfikację drużynową (osobna dla mężczyzn i osobna dla kobiet). Kraj, który zajął pierwsze miejsce mógł wystawić na igrzyskach dwóch sztangistów, a druga i trzecia ekipa – jednego sztangistę. U kobiet zaś pierwsze trzy ekipy miały prawo do wystawienia jednej zawodniczki. W rywalizacji mężczyzn Nauru zajęło pierwsze miejsce, więc tym samym Nauruańska Federacja Podnoszenia Ciężarów miała prawo do wystawienia dwóch zawodników. W rywalizacji kobiet nauruańskie sztangistki nie zdobyły miejsca w pierwszej trójce; Reanna Solomon otrzymała zaproszenie do uczestnictwa w Igrzyskach XXVIII Olimpiady.

### Wyniki
Jako pierwszy podczas Letnich Igrzysk Olimpijskich 2004 wystartował Yukio Peter. Wystąpił w kategorii wagowej do 69 kilogramów. Zawody w tej kategorii odbyły się 18 sierpnia 2004 roku i zostały podzielone na dwie grupy. Peter wystartował w grupie B. W rwaniu dwie próby na 130 i 135 kilogramów miał udane, natomiast próbę na 137,5 kilograma spalił. Rwanie zakończył z wynikiem 135 kilogramów. W podrzucie jedną próbę na 167,5 kilograma zaliczył; kolejną na 175 kilogramów spalił i to była jego ostatnia próba, ponieważ trzeci raz do sztangi nie podszedł. Podrzut zakończył z wynikiem 167,5 kilograma, i z wynikiem 302,5 kilograma w dwuboju zajął 2. miejsce w grupie B, a w końcowej klasyfikacji 8. miejsce. Zwycięzcą tej konkurencji został Zhang Guozheng z Chin.
Jako druga podczas Letnich Igrzysk Olimpijskich 2004 wystartowała Reanna Solomon. Wystąpiła w kategorii wagowej + 75 kilogramów. Zawody w tej kategorii odbyły się 22 sierpnia 2004 roku. Pierwszą próbę na 90 kilogramów zaliczyła; drugą próbę na 95 kilogramów spaliła, natomiast trzecią próbę na 95 kilogramów miała udaną. Rwanie zakończyła z wynikiem 95 kilogramów. W podrzucie pierwszą próbę na 122,5 kilograma spaliła, natomiast dwie następne na 122,5 i 125 kilogramów zaliczyła; podrzut zakończyła z wynikiem 125 kilograma, i z wynikiem 220 kilogramów w dwuboju zajęła przedostatnie, 11. miejsce, wyprzedzając tylko reprezentantkę Fidżi Ivy Shaw. Zwyciężczynią tej konkurencji została Tang Gonghong z Chin.
Jako trzeci podczas Letnich Igrzysk Olimpijskich 2004 wystartował Itte Detenamo. Wystąpił w kategorii wagowej + 105 kilogramów. Zawody w tej kategorii odbyły się 25 sierpnia 2004 roku i zostały podzielone na dwie grupy. Detenamo wystartował w grupie B. W rwaniu wszystkie trzy próby na 147,5, 152,5 i 155 kilogramów miał udane, tym samym kończąc rwanie z wynikiem 155 kilogramów. W podrzucie jedną próbę na 192,5 kilograma zaliczył; kolejną na 197,5 kilogramów spalił i to była jego ostatnia próba, ponieważ trzeci raz to sztangi nie podszedł. Podrzut zakończył z wynikiem 192,5 kilograma, i z wynikiem 347,5 kilograma w dwuboju zajął 7. miejsce w grupie B, a w końcowej klasyfikacji ostatnie, 14. miejsce wśród sklasyfikowanych sztangistów. Zwycięzcą tej konkurencji został Hossein Rezazadeh z Iranu.
Mężczyźni
| Miejsce | Zawodnik      | Grupa | Waga ciała | Rwanie (kg) | Rwanie (kg) | Rwanie (kg) | Rwanie (kg) | Podrzut (kg) | Podrzut (kg) | Podrzut (kg) | Podrzut (kg) | Dwubój (kg) |
| Miejsce | Zawodnik      | Grupa | Waga ciała | 1           | 2           | 3           | Wynik       | 1            | 2            | 3            | Wynik        | Dwubój (kg) |
| ------- | ------------- | ----- | ---------- | ----------- | ----------- | ----------- | ----------- | ------------ | ------------ | ------------ | ------------ | ----------- |
| 8.      | Yukio Peter   | B     | 68,71      | 130         | 135         | 137,5       | 135         | 167,5        | 175          | -            | 167,5        | 302,5       |
| 14.     | Itte Detenamo | B     | 137,65     | 147,5       | 152,5       | 155         | 155         | 192,5        | 197,5        | -            | 192,5        | 347,5       |

Kobiety
| Miejsce | Zawodniczka    | Grupa | Waga ciała | Rwanie (kg) | Rwanie (kg) | Rwanie (kg) | Rwanie (kg) | Podrzut (kg) | Podrzut (kg) | Podrzut (kg) | Podrzut (kg) | Dwubój (kg) |
| Miejsce | Zawodniczka    | Grupa | Waga ciała | 1           | 2           | 3           | Wynik       | 1            | 2            | 3            | Wynik        | Dwubój (kg) |
| ------- | -------------- | ----- | ---------- | ----------- | ----------- | ----------- | ----------- | ------------ | ------------ | ------------ | ------------ | ----------- |
| 11.     | Reanna Solomon | A     | 136,85     | 90          | 95          | 95          | 95          | 122,5        | 122,5        | 125          | 125          | 220         |